# Doubles!
『Doubles!』（ダブルス）は、2004年6月号から2009年5月号まで『卓球王国』で連載されていた太田康徳漫画、小川勇気原案の漫画作品。全2巻。

## ストーリー
小学4年生にして全日本卓球選手権カデットの部男子ダブルスで優勝した双子の兄弟、瀬戸大河と銀河。それから4年後、兄の大河は卓球を離れ、けんかに明け暮れる毎日。弟の銀河はクラブチームで卓球を続け、いつか兄を呼び戻したいと考えていた。

## 登場人物
瀬戸大河（せとたいが）
主人公。銀河の双子の兄。過去、父親である翔平から「お前にラケットを握る資格はない」と言われ、卓球から離れ喧嘩に明け暮れていた。父親の真意を知ってからは、再び卓球に舞い戻る。
瀬戸銀河（せとぎんが）
大河の双子の弟。クラブチームで卓球を続けていた。
瀬戸翔平（せとしょうへい）
大河と銀河の父。現在、昏睡状態に陥っている。